# 2006年度環球小姐比賽

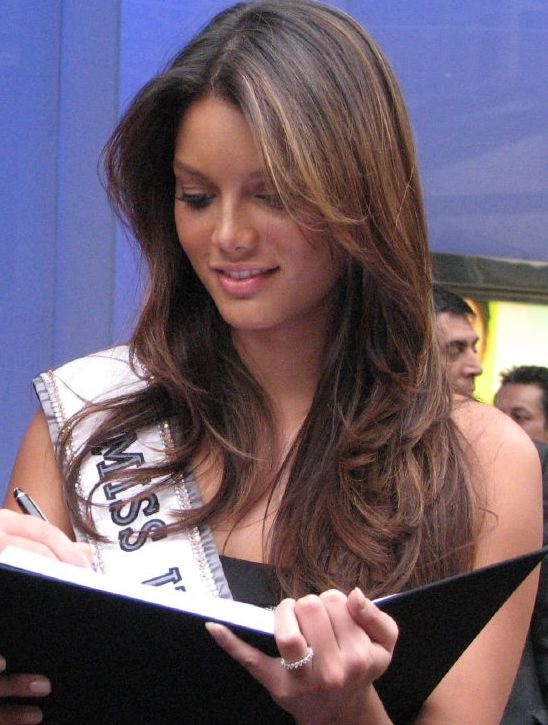
Zuleyka Rivera

2006年是第五十四届環球小姐比賽，86位來自世界各地的選手在七月二十三日美國洛杉矶進行總決賽。上一次洛杉矶舉辦環球小姐是1990年的事情了。
有關資料：

決賽日期：二零零六年七月二十一日

主持人：Carlos Ponce和Nancy O'Dell

比賽地點：美國加利福尼亞洲洛杉矶Shrine Auditorium會場

客席主持：2004年度美國小姐冠軍Shandi Finnessey

選手總數：86位

首次派選手的國家:哈萨克斯坦

退出比賽或被收回的選手:巴貝多、伯利茲、庫拉索、意大利、肯亞、荷蘭、越南

2005年或之前沒派選手而2006年重新派選手的國家:阿根廷、愛沙尼亞、加納、冰島、新西蘭、北馬里亞納群島、聖馬丁島、聖露西亞、瑞典

比賽冠軍：來自波多黎各的祖雷卡·利維拉

## 結果
- 冠軍：波多黎各小姐祖雷卡·利維拉
- 亞軍：日本小姐Kurara Chibana
- 季軍：瑞士小姐Lauriane Gilliéron
- 第四名：巴拉圭小姐Lourdes Arévalos
- 第五名：美國小姐Tara Conner

- 第六至十名(排名不分前後):

Alice Panikian（加拿大）, Kenisha Thom（千里達多巴哥）, Desiree Durán Morales（玻利維亞）, Priscila Perales（墨西哥）, Valerie Dominguez Tarud（哥倫比亞）

- 第十一至二十名(排名不分前後)：

Inna Tsymbalyuk（烏克蘭）, Adrienn Bende（匈牙利）,Charm Onwarin Osathanond（泰國）,Anna Litvinova（俄羅斯）, Dina Fekadu（埃塞俄比亞）, Rafaela Zanella（巴西）, Betina Faurbiye（丹麥）, Josephine Alhanko（瑞典）, Neha Kapur（印度）, Magali Romitelli（阿根廷）

- 注：阿根廷小姐，烏克蘭小姐，匈牙利小姐，埃塞俄比亞小姐和丹麥小姐是被點名入圍的。

- 親善小姐：加納小姐Angela Asare
- 最上鏡小姐：菲律賓小姐Lia Andrea Ramos
- 最佳民族服裝：日本小姐Kurara Chibana

## 選手
| - 阿尔巴尼亚 - Eralda Itaj - 安哥拉 - Ismenia Junior - 安地卡及巴布達 - Shari McEwan - 阿根廷 - Magalí Romitelli - 阿鲁巴 - Melissa Vanessa Laclé - - Erin McNaught - 巴哈马 - Samantha Carter - 比利时 - Tatiana Silva - 玻利维亚 - Desiree Durán Morales - 巴西 - Rafaela Zanella - 保加利亚 - Galena Dimova - 加拿大 - Alice Panikian - 开曼群岛 - Ambuyah Ebanks - 智利 - Belén Montilla - 中国 - 高英慧 - 哥伦比亚 - Valerie Dominguez Tarud\|Valerie Domínguez - - Fabriella Quesada - - Biljana Mancic - 賽普勒斯 - Eleni Ierodiakonoy - 捷克 - Renata Langmannova - 丹麦 - Betina Faurbye - - Mía Taveras - - Katty Lopez - 埃及 - Fawzia Mohamed - 薩爾瓦多 - Rebeca Iraheta - 爱沙尼亚 - Kirke Klemmer - 衣索比亞 - Dina Fekadu - 芬兰 - Ninni Laaksonen - 法國 - Alexandra Rosenfeld - - Ekaterine Buadze - 德国 - Natalie Ackermann - - Angela Asare - 希腊 - Olympia Hopsonidou - - Jackelinne Piccinini - - Alana Ernest - 匈牙利 - Adrienn Bende - 冰島 - Sif Aradóttir - 印度 - Neha Kapur - 印度尼西亞 - Nadine Chandrawinata - 爱尔兰 - Melanie Boreham - 以色列 - Anastacia Entin - 牙买加 - Cindy Wright - 日本 - 知花 くらら | - - Dina Nuraliyeva - - Joo Hee Kim - 拉脫維亞 - Sanita Kublina - 黎巴嫩 - Gabrielle Bou Rached - 马来西亚 - Melissa Ann Tan - 模里西斯 - Isabelle Antoo - 墨西哥 - Priscila Perales - 纳米比亚 - Anna Nashandi - 新西兰 - Elizabeth Gray - 尼加拉瓜 - Cristiana Frixione Mendoza - 奈及利亞 - Tienepre Oki - - Shequita Bennett - 挪威 - Martine Jonassen - 巴拿马 - Alessandra Mezquita - 巴拉圭 - Lourdes Arevalos - 秘魯 - Fiorella Viñas - 菲律賓 - Lia Andrea Ramos - 波蘭 - Francys Sudnicka - 波多黎各 - Zuleyka Rivera - 俄羅斯 - Anna Litvinova - 塞爾維亞與蒙特內哥羅 - Nada Milinic - 新加坡 - Carol Cheong Yim Foon - 斯洛伐克 - Judita Hrubyova - 斯洛維尼亞 - Natasa Pinoza - 南非 - Thuli Sithole - 西班牙 - Elisabeth Reyes - 斯里蘭卡 - Jacqueline Fernandez - 圣卢西亚 - Sascha Andrew-Rose - 法屬聖馬丁 - Gisella Hilliman - - Shivern Peters - 瑞典 - Josephine Alhanko - 瑞士 - Lauriane Gilliéron - 泰國 - Charm Onwarin Osathanond - 千里達及托巴哥 - Kenisha Thom - 土耳其 - Ceyla Kirazli - - Shaveena Been - 乌克兰 - Inna Tsymbalyuk - 英国 - Julie Doherty - 乌拉圭 - Fatimih Davila - 美国 - Tara Conner - 美屬維爾京群島 - JeT'aime Cerge - 委內瑞拉 - Jictzad Viña - 尚比亞 - Mofya Chisenga |

## 選手記錄
- 墨西哥小姐Priscila Perales在2007年度國際小姐競選中奪冠。
- 美國小姐塔那康納在比賽完結之後約5個月因在未滿21歲在美國酗酒差點被取消當美國小姐的資格。另外，她是2002年度美國妙齡小姐的季軍。
- 這届比賽身材最高選手分別是加納小姐，身高188厘米，而另一位是尼日利亞小姐身高185厘米，而開曼群島小姐也有183厘米的身高。另外，身材最矮小的選手來自特克斯和凱科斯群島小姐，身高160厘米。倒數第二的是美國小姐，身高165厘米。
- 美國小姐塔那康納在晚裝環節的服裝由Bravo電視台天橋驕子第3季 Project Runway 3來的第3集-Fit for a Queen中勝出者Jonathan Kayne Gillaspie 設計給美國小姐的。
- 特立尼達多巴哥小姐是2004年度世界小姐比賽中的前十五名。
- 聖露西亞小姐也是2004年度世界小姐比賽中的參賽選手。
- 比利時和瑞士是2005年度世界小姐比賽中的參賽選手。
- 印度尼西亞小姐是在德國出生。
- 黎巴嫩小姐是2005年度亞洲小姐的九強選手。
- 黎巴嫩小姐意外地跟以色列小姐做朋友，宣揚以黎友誼。
- 以色列小姐在烏克蘭出生，九歲移民以色列。
- 加拿大小姐在俄羅斯出生，之後移民加拿大。
- 最后一位塞爾維亞和黑山小姐在2006年出賽，雖然這國家在賽前已分裂，但因為該選手是勝出此比賽必須用此國家名字出賽。而2007年起，會有分別塞爾維亞小姐和黑山小姐的選美比賽。
- 加拿大小姐期後參加2007加拿大國際小姐比賽奪冠，原定為參加2007年度國際小姐比賽，但因學業問題退出。
- 南非小姐，納米比亞小姐，開曼群島和危地馬拉小姐參加了2006年度世界小姐比賽。而納米比亞小姐也進了前十六名。
- 德國小姐是2006年度洲際小姐比賽中的前五名。
- 澳大利亞小姐在賽前拍攝暴露照片，在參加環球小姐比賽後就被除名澳大利亞小姐名銜。
- 中國小姐齊芳是中國環球小姐冠軍，但後來派了亞軍高英慧參賽。
- 厄瓜多爾小姐是2006世界盃小姐的第三名。
- 埃塞俄比亞小姐是2005年度的世界旅遊小姐和國際小姐的參賽選手。
- 危地馬拉小姐是2002年度的國際拉丁世界小姐和2003年度的拉丁美洲小姐的參賽選手。
- 匈牙利小姐是2005年度世界超級模特兒比賽的參賽選手。
- 波蘭小姐是2003年度環球模特兒比賽和世界旅遊小姐的參賽選手，由於她有委內瑞拉血純，所以她曾參加2003年度的委內瑞拉小姐比賽，她也入圍了。
- 波多黎各小姐是2002年度的波多黎各妙齡小姐的亞軍，她參加這個比賽僅14歲。
- 贊比亞小姐是2005年度國際旅遊皇后比賽的第五名。
- 委內瑞拉小姐是2005年度南美洲小姐冠軍。
- 聖文森特和格林納丁斯小姐是2003年度嘉年華小姐。

## 補充
法國小姐是2006年歐洲小姐冠軍

## 評判員
Amelia Vega， -2003環球小姐

Marc Cherry， 

Claudia Jordan，

Tom Green，

Emmitt Smith，

James Lesure，

Maria Celeste Arraras，

Patrick McMullan，

Santino Rice，

Bridgette Wilson-Sampras，

Sean Yazbeck 